# Заславская (деревня)
Заславская — деревня в Балаганском районе Иркутской области России. Административный центр Заславского сельского поселения. Находится на берегу Братского водохранилища, примерно в 22 км к северо-северо-западу (NNW) от районного центра, посёлка Балаганск, на высоте 451 метра над уровнем моря.

## История
Переселенческий участок Заславский был образован в 1915 году на территории Балаганского уезда Иркутской губернии (в «Списке населенных мест Иркутского округа Сибирского края» годом образования переселенческого посёлка указан 1920).
Ёмкость участка — 46 семей. Краткое описание участка: волнистый, лесо-степной, суглинки. Есть готовые пашни. Обеспечен покосами, дорогами и водой реки Ангары. Лесной надел отведен отдельным отрубом в 12 верстах от участка.
В 1926 году в переселенческом посёлке Заславский имелось 26 хозяйств и проживало 153 человека.
В 1938 году в «Алфавитном списке населенных мест Иркутской области» населённый пункт упомянут как село Заславское.

## Население
В 2002 году численность населения деревни составляла 865 человек (418 мужчин и 447 женщин). По данным переписи 2010 года, в деревне проживало 889 человек (414 мужчин и 475 женщин).

## Улицы
Уличная сеть деревни состоит из 14 улиц.